# Моргун Валентин Олегович
Валентин Олегович Моргун (нар. 10 серпня 2001, Полтава, Україна) — український футболіст, воротар київського «Динамо».

## Клубна кар'єра
Народився в Полтаві. У ДЮФЛУ з 2014 по 2018 рік виступав за харківський «Металіст» та київське «Динамо». У сезоні 2018/19 років дебютував за столичний клуб у юнацькому чемпіонаті України. 12 березня 2019 року дебютував у Юнацькій лізі УЄФА, в нічийному (0:0) виїзному поєдинку проти «Гоффенгайма». Валентин вийшов на поле в стартовому складі та відіграв увесь матч. У сезоні 2020/21 років виступав у молодіжному чемпіонаті України. Вперше до заявки першої команди потрапив 31 жовтня 2020 року в переможному (2:1) виїзному поєдинку 8-го туру проти «Дніпра-1». Моргун просидів усі 90 хвилин на лаві запасних. Починаючи з сезону 2022/23 років став регулярно тренуватись з першою командою.
На початку 2025 року, після того як Георгій Бущан покинув команду, Моргун став другим воротарем команди після Руслана Нещерета. 2 квітні 2025 року дебютував в основному складі «Динамо» в грі чвертьфіналу Кубка України проти львівського «Руху» (1:0), де зберіг ворота столичного клубу «сухими» і допоміг йому вийти до наступного раунду.

## Кар'єра в збірній
10 квітня 2017 року отримав виклик від Олега Кузнєцова на навчально-тренувальний збір юнацької збірної України (U-16).
У середині листопада 2018 року отримав виклик від Олега Кузнєцова до табору юнацької збірної України (U-18). На міжнародному рівні дебютував за вище вказану команду 19 листопада 2018 року в переможному (1:0) товариському матчі проти однолітків з Данії. Після цього знову викликався до команди U-18 та команди U-19.
У футболці молодіжної збірної України дебютував 26 травня 2021 року під керівництвом Руслана Ротаня в програному (0:1) товариському поєдинку проти молодіжної збірної Азербайджану. Моргун вийшов на поле в стартовому складі та відіграв увесь матч.